# Monique Swinnen
Monique Swinnen (Rillaar, 4 februari 1954) is een Belgisch politica voor de CVP en vervolgens de CD&V.

## Levensloop
Swinnen studeerde rechten aan de Katholieke Universiteit Leuven. Ze werkte vanaf 1978 bij het KVLV, waar ze ook directeur werd.
Ze werd tevens politiek actief voor de CVP en was voor deze partij van 1985 tot 1995 provincieraadslid van Brabant. Van 2000 tot 2024 was zij provincieraadslid van Vlaams-Brabant en van 2006 tot 2020 was ze gedeputeerde van de provincie. Hierbij was zij onder andere bevoegd voor Landbouw, Platteland, Toerisme, Welzijn, Financiën, Europese Zaken en Waterlopen. Bij de lokale verkiezingen van 2018 was ze lijsttrekker in het provinciedistrict Leuven.
Op lokaal politiek niveau was Swinnen van 1985 tot 1994 raadslid van het OCMW en van 1995 tot 2021 gemeenteraadslid van Aarschot.
Van januari tot mei 1995 zetelde Swinnen bovendien in opvolging van Yvan Ottenbourgh in de Senaat als provinciaal senator voor de provincie Brabant.